# Gattico
Gattico är en ort och frazione i kommunen Gattico-Veruno i provinsen Novara i regionen Piemonte i Italien. 
Gattico upphörde som kommun den 1 januari 2019 och bildade med den tidigare kommunen Veruno den nya kommunen Gattico-Veruno. Den tidigare kommunen hade 3 393 invånare (2018).